# Il postpensiero
Il postpensiero è un libro scritto da James Bailey che è stato uno dei responsabili della Thinking Machine Inc. presso la quale ha sviluppato un supercomputer parallelo.
La convinzione espressa da Bailey in questo saggio è che la nuova era elettronica sia appena agli albori o che addirittura debba ancora iniziare, visto che i calcolatori del periodo di compilazione del saggio appaiono all'autore antiquati e sprecati. L'autore vede nelle moderne matematiche oltreché nelle moderne tecnologie la possibilità di utilizzare computer che operano in parallelo e che possono elaborare una moltitudine di dati contemporaneamente. Questo evento, secondo l'autore dovrebbe consentire un salto di qualità in avanti nelle conoscenze scientifiche e nella comprensione di complicate leggi che governano fenomeni sociali e naturali, quali l'economia.
Secondo il pensiero dell'autore, dopo la fase aristotelica e quella galileano-newtoniana si sta aprendo una terza fase che prevede una nuova rilettura delle conoscenze del mondo e delle chiavi di accesso e dei modelli di spiegazione del mondo.

## Edizioni
- James Bailey, Il postpensiero, Garzanti, 1998,  pp.343 , cap. 17.